# Орден Смугастого тигра

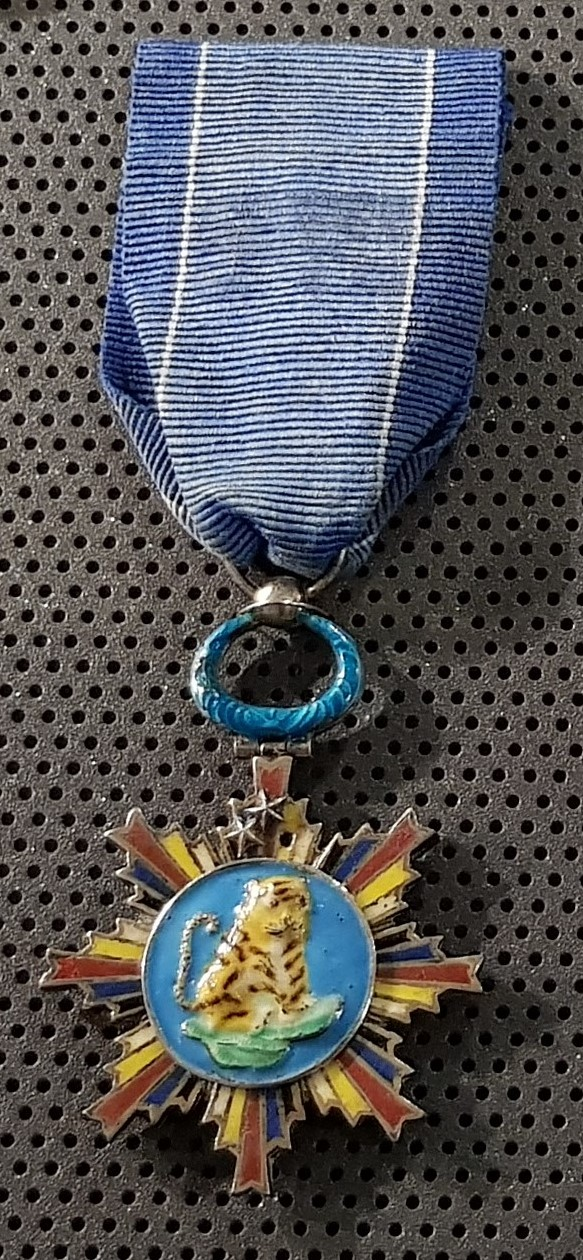
Орден 7-го ступеня.

Орден Смугастого тигра (Вень-Ху) (кит. 文虎勳章) — нагорода Китайської Республіки.

## Історія
Орден Смугастого тигра був заснований Президентом Китаю Юань Шикаєм 6[джерело?] грудня 1912 року. Він вручався за особливі заслуги військовослужбовцям армії та військово-морського флоту Китайської республіки та їх союзникам.
За оригінальним статутом 1912 року, 1-й і 2-й ступінь призначався для генералів і адміралів, нагороди з 3-го по 6-й отримували вищі та молодші армійські та флотські офіцери, а з 7-го по 9-й ступінь — сержанти, солдати та матроси. В 1913 році в початкову ієрархію вручення орденів внесли корективи: генерали і адмірали нагороджувалися ступенями з 1-го по 4-й, старші армійські офіцери — з 3-го по 6-й, молодші офіцери — з 4-го по 7-й, солдати та матроси — з 6-го по 9-й.
Більшість орденів іноземцям було вручено після завершення Першої світової війни у лютому 1920 року[джерело?].
З 1921 по 1927 року також нагородження здійснювалося урядом Сунь Ятсена і його наступника в Кантоні[джерело?].

## Опис
На центральному світло-блакитному медальйоні зображений тигр у природних кольорах. Від медальйону виходять емальовані промені в п'яти китайських кольорах, обрамлені золотом. Все це увінчане закритим зеленим вінком. П'ять кольорів Китайської Республіки — червоний, жовтий, синій, білий і чорний — представляють п'ять народностей, що населяють країну: червоний — китайці, жовтий — маньчжури, синій — монголи, білий — магометани, чорний — тибетці.
Реверс гладкий, з клеймами виробників.
У системі старих китайських нагород використовувалася система 3-х класів з 3 підкласів (всього 9). Перший клас (1 та 2 ступінь) мали окрім знака ордену ще й зірку. У рамках підкласу, як правило, знаки орденів і стрічки до них мали один розмір і будь-який загальний атрибут. Класи ордена Смугастого тигра відрізнялися розмірами і способом носіння, а в рамках підкласу відзнаками є зірки над медальйоном. 1, 2 чи 3 зірки над медальйоном вказують на ступінь нагороди[джерело?].
- 1 клас. Відрізняється способом носіння. Ордени 1-го і 2-го ступеня включають знак, зірку і плечову стрічку. 1-й ступінь мав червону стрічку з жовтими краями, 2-й — жовту з зеленими краями. 3-й ступінь носився на зеленій шийній стрічці з червоними краями.
  - 1-й ступінь — 3 зірки
  - 2-й ступінь — 2 зірки
  - 3-й ступінь — 1 зірка
- 2 клас. Має підвіску у вигляді вінка і стрічки, що тягнеться. Орденська стрічка зелена з червоними смужками по краях.
  - 4-й ступінь — 3 зірки
  - 5-й ступінь — 2 зірки
  - 6-й ступінь — 1 зірка
- 3 клас. Орденська стрічка синього кольору з поздовжніми білими смугами біля країв.
  - 7-й ступінь — 3 зірки
  - 8-й ступінь — 2 зірки
  - 9-й ступінь — 1 зірка

Знак ордену з 4-го по 9-ий ступінь носилися на лівій стороні грудей на стрічці. Орден виготовлявся зі срібла (1-го і 2-го ступеня — з позолотою)[джерело?].
Усі ступені ордена могли бути надіті при носінні як парадної, і звичайної (повсякденної) військової форми. Однак при носінні орденів 1-го та 2-го ступеня на повсякденній формі не носились великі стрічки.
Носився знак ордена Смугастого тигра найвищого ступеня. Ті, хто отримав орден найвищого ступеня, знак нижчого рівня не носили.
При носінні більше двох орденів Китайської республіки разом, то нагорода, яка має більш високий ранг, повинна розташовуватися правіше від наступної. Коли одержувач іноземної нагороди носив її, національна китайська медаль (орден) повинна була розташовуватися праворуч від іноземної нагороди.